# 3594 Scotti
3594 Scotti (1983 CN) là một tiểu hành tinh vành đai chính được phát hiện ngày 11 tháng 2 năm 1983 bởi E. Bowell ở Flagstaff (AM).